# Heribert der Alte (Troyes)
Heribert der Alte (* wohl 910/915; † 980/984) aus der Familie der Karolinger war ab 943 Graf von Omois, später auch Graf von Reims, Meaux und Troyes. Er war der Sohn von Graf Heribert II. von Vermandois und Adela von Frankreich.
Nach dem Tod seines Vaters (943) erhielt Heribert das Omois (das Land um Château-Thierry). Er heiratete 951 Eadgifu, Tochter des Königs Eduard der Ältere von Wessex, die Witwe von König Karl III., obwohl es Heriberts Vater war, in dessen Gefangenschaft Karl III. seine letzten Lebensjahre verbrachte. Eadgifu war in dieser Zeit mit ihrem Sohn Ludwig IV. nach England geflohen und nach ihrer Rückkehr (Ludwig bestieg den Thron 936) bis 951 Äbtissin von Notre-Dame in Laon gewesen. Heribert wurde nun ein treuer Verbündeter seines königlichen Stiefsohns und auch von dessen Sohn und Nachfolger Lothar, der ihn 967 zum Pfalzgrafen ernannte, ihm aber auch die Grafschaft Reims aufzwang. Nach dem Tod seines Bruders Robert von Vermandois brachte er das Tal der Marne zwischen Meaux und Épernay unter seine Kontrolle, 968 zudem die Grafschaft Troyes, obwohl Robert erbberechtigte Nachkommen hatte.
Nach seinem Tod (die Ehe war erwartungsgemäß kinderlos geblieben) teilte König Lothar seinen Besitz unter seine beiden Neffen Odo I. von Blois, Sohn seiner Schwester Ledgard (er erhielt Reims), und Heribert der Jüngere, Sohn seines Bruders Robert von Vermandois (er erhielt Meaux und Troyes), auf.